# Claus Grabke
Claus Grabke (* 30. Januar 1963 in Gütersloh) ist ein deutscher Skateboarder, Sänger und Musikproduzent.

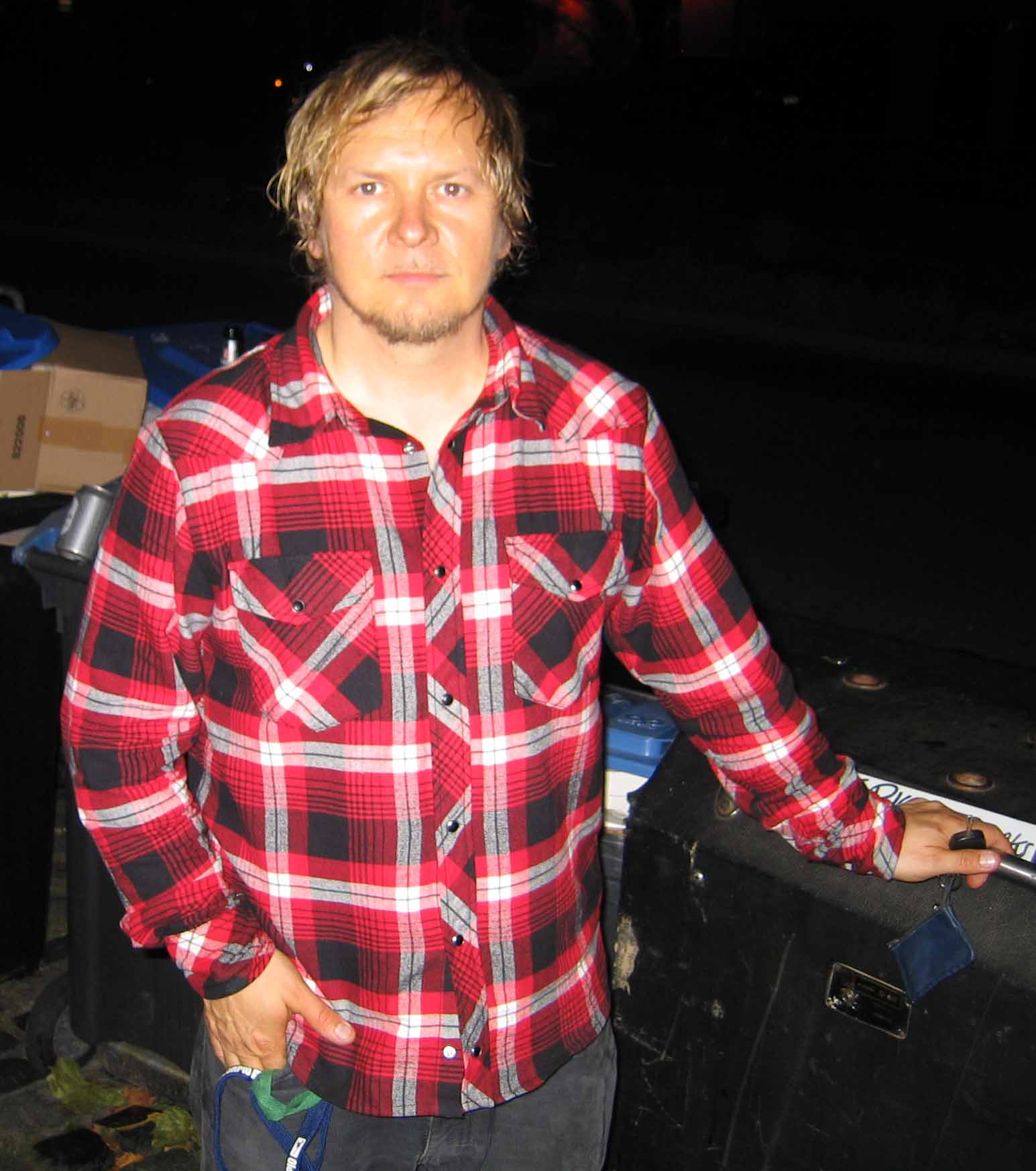
Claus Grabke (2009)

## Karriere als Skateboarder
Claus Grabke war in den 1980er und 1990er Jahren eine Größe in der Skateboardszene. Er gewann 19 Mal die deutsche Meisterschaft, wurde zweimal Europameister und erreichte zwei 6. Plätze bei Weltmeisterschaften. Er gewann 25 Titel im Europacup sowie internationale Titel wie die Münster Monster Mastership. Im Jahr 1986 war Grabke als erster Europäer auf dem Cover des Thrasher Magazins abgebildet. Grabke gründete ein Modelabel sowie ein Skateboard-Magazin.
Grabke tritt neben Titus Dittmann und Lilly Stoephasius in dem Dokumentarfilm Skate Evolution – Zwischen Subkultur und Profisport der Filmemacher Andreas Kramer, Johannes Sievert und Richard Böhringer von 2023 auf. Im Jahr 2024 wurden Claus Grabke sowie die beiden Schweden Per Viking und Tony Magnusson als erste Europäer in die Skateboarding Hall of Fame in Simi Valley, Kalifornien  aufgenommen. Aus diesem Anlass war Grabke am 19. Juni 2024 zu Gast im Studio der Fernsehsendung stern TV mit Moderator Steffen Hallaschka.

## Karriere als Musiker
Grabke ist gelernter Tontechniker. Man sah ihn bereits als MTV-Moderator; er ist Tonstudiobesitzer und Musikproduzent.
Er war Sänger der Bands Eight Dayz, Alternative Allstars und Thumb, darüber hinaus stellte er zwei Soloalben vor, stilistisch angesiedelt zwischen Metal, Rock, Electroblues und Alternative. Im Jahr 2012 trat er zur Eröffnung von Boom! Skate-Deck in Bochum live mit den Picturebooks auf.

## Diskografie

### MitEight Dayz
- Ev'ry Day Is Like A New Beginning! (1989)
- When You Call For Me (1991)
- Nothing To Lose (1992)

### MitAlternative Allstars
- Supersonic Me (1999)
- Rock On (1999)
- 110% Rock (2004)

### Solo
Alben
- Dead Hippies/Sad Robots (2002)
- Deadly Bossanova (2008)

Singles
- Bluesbird
- Heal Yourself (2000) (mit New Rock Conference)